# Oenone Wood

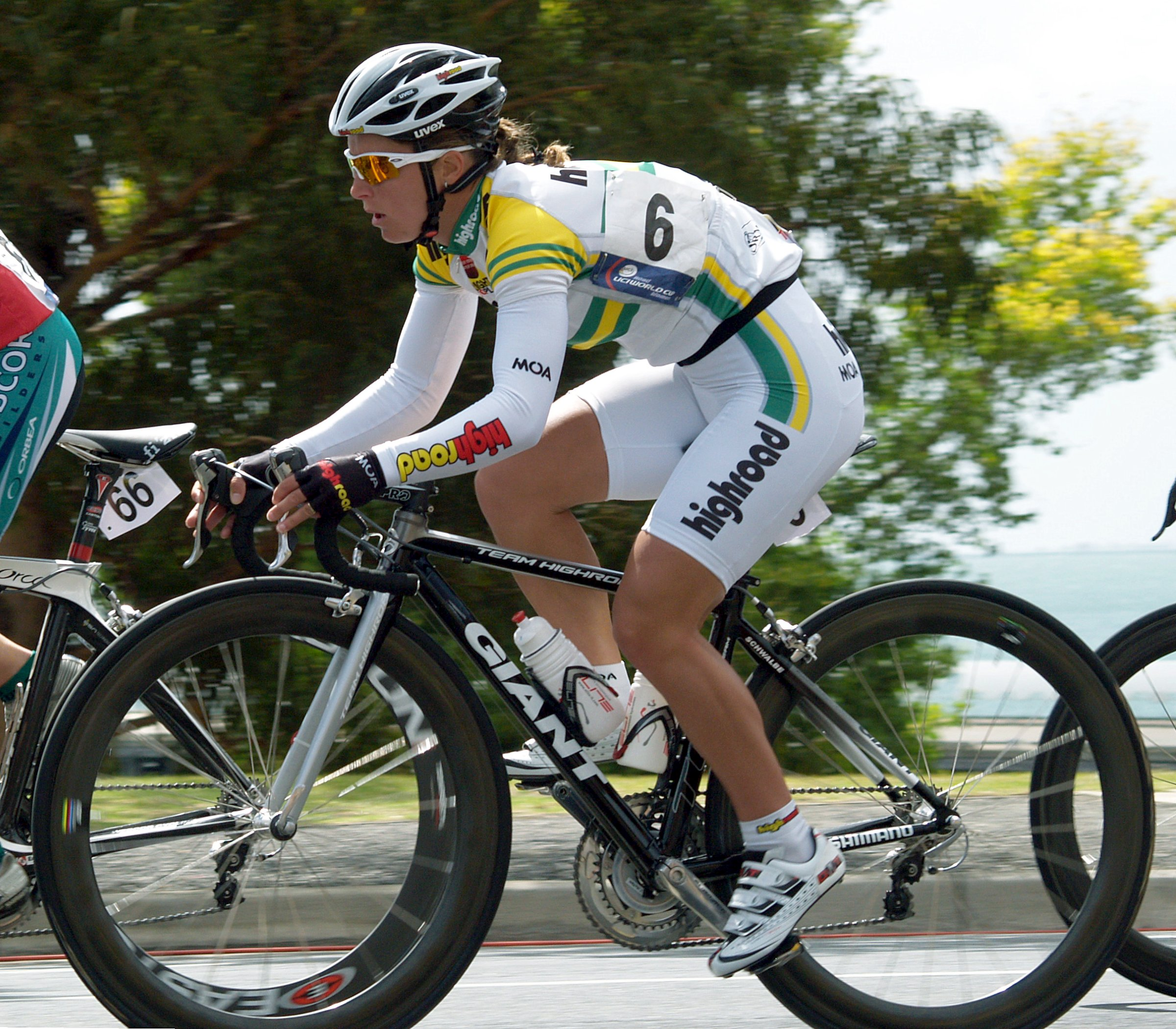
Wood bei der „Geelong Tour“ 2008

Oenone Lee Wood (* 24. September 1980 in Newcastle, New South Wales) ist eine ehemalige australische Radrennfahrerin.

## Sportliche Laufbahn
Oenone Wood begann mit dem Radsport erst, als sie Anfang 20 war, doch schnell stellten sich Erfolge ein. Zuvor hatte sie Elektrotechnik studiert. Von 2001 bis 2008 war sie als Profi-Rennfahrerin aktiv. In dieser Zeit gewann sie zweimal den Rad-Weltcup der Frauen, 2004 und 2005. 2004 und 2008 wurde Wood Australische Meisterin im Straßenrennen, 2005 im Einzelzeitfahren. 2005 sowie 2006 konnte sie auch die Gesamtwertung der „Geelong Tour“ für sich entscheiden.
Bei den Commonwealth Games 2006 errang Oenone Wood die Goldmedaille im Einzelzeitfahren sowie die Silbermedaille im Straßenrennen. Zweimal, 2004 sowie 2008, nahm sie an Olympischen Spielen teil. Bei den Spielen 2004 in Sydney belegte sie im Straßenrennen Platz 4.

## Ehrungen
2005 wurde Oenone Wood in Australien zur „Radrennfahrerin des Jahres“ gewählt. 2016 wurde sie in Cycling Australia Hall of Fame.

## Erfolge
2003
- eine Etappe Geelong Tour

2004
- Gesamtwertung und zwei EtappenBay Cycling Classic
- Gesamtwertung und eine Etappe Geelong Tour
- Trofeo Citta' di Rosignano
- Trofeo Alfredo Binda
- eine Etappe Giro d’Italia Femminile
- Gesamtwertung Rad-Weltcup der Frauen
- Australische Meisterin – Einzelzeitfahren, Straßenrennen

2005
- Straßenweltmeisterschaft – Straßenrennen
- Gesamtwertung Rad-Weltcup der Frauen
- Gesamtwertung und zwei Etappen Geelong Tour
- drei Etappen Tour de l’Aude
- Gesamtwertung und zwei Etappen Le Tour du Grand Montréal
- Australische Meisterin – Einzelzeitfahren

2006
- Commonwealth-Games-Siegerin – Einzelzeitfahren
- Commonwealth Games – Einzelzeitfahren
- Gesamtwertung Geelong Tour
- Grand Prix de Dottignies
- eine Etappe Giro d’Italia Femminile
- eine Etappe Tour de l’Aude
- Sparkassen Giro Bochum

2007
- zwei Etappen Neuseeland-Rundfahrt
- Gesamtwertung und zwei Etappen Le Tour du Grand Montréal

2008
- zwei Etappen Neuseeland-Rundfahrt
- Australische Meisterin – Straßenrennen